# Max Wisthaler
Max Wisthaler (16. April 1820 in München – 9. Juni 1892 in Darmstadt) war ein deutscher Theaterschauspieler.

## Leben
Wisthaler wurde in München geboren, wo er sich unter der Leitung des berühmten Komikers Ferdinand Lang für seinen Beruf ausbildete. Er debütierte am 1. Oktober 1841 als „Masham“ in Scribes Glas Wasser an der Hofbühne zu Darmstadt und fand dort eine lebenslange Anstellung. 
Wegen seiner natürlichen Frische, seines lebendigen Spieles und seiner schönen Persönlichkeit war er bei dem Darmstädter Publikum sehr beliebt. Er brillierte in Naturburschenrollen und wirkte später auch in älteren Fächern, namentlich in humoristischen Väterrollen, mit Glück. Am 3. Oktober 1881 feierte er sein vierzigjähriges Künstler- und Dienstjubiläum. Bei dieser Gelegenheit wurde er zum Ehrenmitglied der Darmstädter Hofbühne ernannt, als welches er noch in Robert und Bertram gelegentlich auftrat, zum letzten Mal am 22. Februar 1884. Er starb am 9. Juni 1892.